# Союз писателей Воеводины
Союз писателей Воеводины (серб. Друштво књижевника Војводине, хорв. Društvo književnika Vojvodine, венг. Vajdasági írók egyesűlete, рум. Asociaţia Scriitorilor din Voivodina, словац. Spolok spisovateľov Voivodiny, русин. Дружтво писательох Войводини) — творческая общественная организация края Воеводина (Сербия). Впервые союз был организован в составе Союза писателей Сербии в 1966 году, а в самостоятельную организацию он выделился в 1976 году. Создателем организации является югославский историк литературы Младен Лесковац. На сегодня насчитывает свыше 490 действительных членов.
Среди вариантов перевода названия на русский язык также может встречаться вариант Ассоциация писателей Воеводины.
Входящие в союз писатели пишут на разных официально используемых в Воеводине языках, при этом большинство пишет на сербском языке, и ещё значительная часть — на венгерском.
Официальным печатным изданием союза является журнал «Златна греда», выпускающийся на сербском языке.
Головной офис союза находится в административном центре края — городе Нови-Сад.